# Mausoleo de los Atilios
El Mausoleo de los Atilios, también llamado popular y anteriormente el Altar de los Moros, es un mausoleo del siglo II o III d. C., de la época del Bajo Imperio romano, situado en el término municipal de la localidad aragonesa de Sádaba, en España. Fue declarado monumento histórico-artístico el 4 de junio de 1931.
El monumento está en el norte del término municipal de Sádaba, en el límite con los términos municipales de Uncastillo y Layana, junto a la ciudad romana de Los Bañales (Uncastillo) y una capilla en el término de Sádaba. Está, más o menos, a trescientos metros de distancia de la A-1202, carretera Sádaba a Ayerbe por Uncastillo. 
Cerca del mausoleo pasaba la vía romana que desde Caesaraugusta (Zaragoza) se dirigía a Pompaelo (Pamplona) y Asturica Augusta (Astorga), cruzando por Farasdués y Sofuentes.

## Marco histórico
El mausoleo se construyó en una región intensamente romanizada. Aunque en el siglo II a. C., la región fue conquistada por el ejército romano a la tribu celta de los suessetanos. Los romanos abandonaron la zona a favor de sus aliados, los vascones, aunque, por su importancia económica, enseguida pasaron a administrarlo directamente.
Las llanuras que se extendían desde Sádaba hasta Ejea de los Caballeros, la antigua Segia, eran muy aptas para la agricultura y fueron el centro de un área muy productiva de cereales. Fue así como apareció la familia de los Atilii o Atilios, una familia de la aristocracia rural romanizada, que hizo construir el mausoleo y que también se relaciona con otras obras llevadas a cabo. Tres generaciones de esta familia fueron enterradas en el mausoleo.

## Los restos
El edificio fue construido en piedra arenisca de la zona y no se ha conservado más que una portada.
En enero de 2016, a partir de una detallada documentación fotogramétrica y tras el seguimiento de monumentos parecidos y del ritmo del hecho funerario en la zona en época romana, Pablo Serrano, infografista del proyecto de Los Bañales ha llevado a cabo una restitución estructural del acotado, en 3D, que se aloja en el canal de vídeos de Los Bañales.

## Las inscripciones
En el mausoleo se pueden leer tres inscripciones:

C(aio) ATILIO L(ucii) F(ilio), QVIRINA (tribu) GENIALI /
ATILIA FESTA AVO(lo)

L(ucio) ATILIO C(aii) F(ilio) QVIRINA (tribu) FESTO
ATILIA FESTA PATRI OPTIMO

ATILIA L(ucii) F(ilia) FESTA ET SIBI
SE VIVA FECIT